# Barthel Ranisch
Barthel (Bartel, Bartłomiej) Ranisch (ur. 1648 w Gdańsku, zm. 1701 w Gdańsku) – budowniczy miejski Gdańska.

## Życiorys
Zbudował Kaplicę Królewską w Gdańsku, Dom sierot w Gdańsku, kościół Jezuitów w Starych Szkotach. Przebudował Kościół Bożego Ciała w Gdańsku. Na zlecenie króla Jana III Sobieskiego wykonał stiukową dekorację sklepień kościoła w Piasecznie. Oprócz tego napisał książkę będąca studiami nad architekturą gotycką w Gdańsku „Beschreibung aller Kirchen-Gebäude der Stadt Danzig”.